# 中名寄站

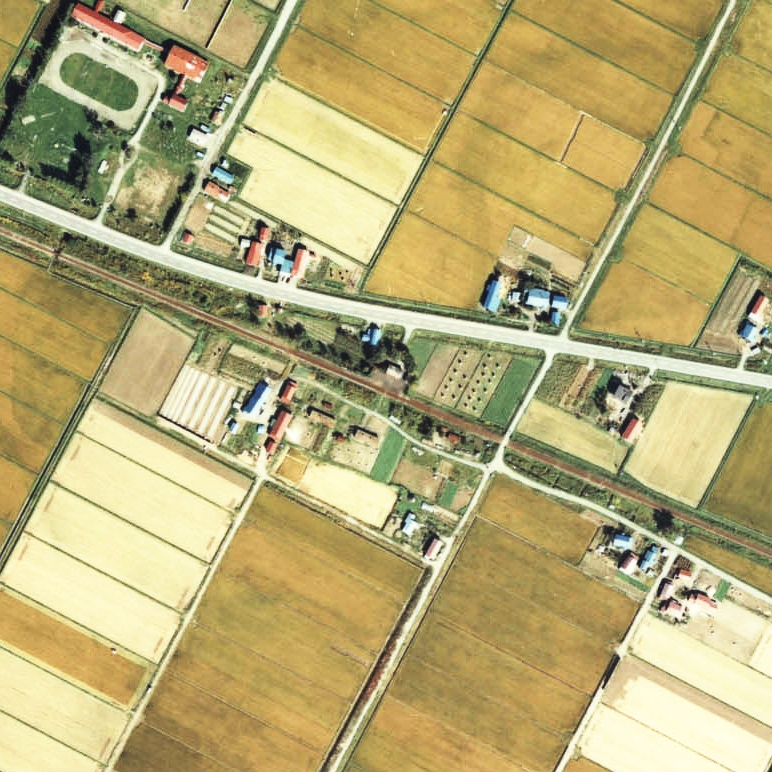
1977年的中名寄站與方圓約500米範圍。右邊是紋別方向。當時使用石堆和泥土建造一座單式月台。圖中為車站無人化前的情況，車站大樓是木製建築物，後來變為一座預製組件式的候車室。

中名寄站（日语：／ Nishi-nayoro eki */?）是位於北海道名寄市字朝日，北海道旅客鐵道（JR北海道）的名寄本線車站（廢站）。隨著名寄本線廢線，車站在1989年（平成元年）5月1日廢除。

## 歷史
- 1947年（昭和22年）9月21日 - 運輸省名寄本線中名寄臨時乘降場（局（日语：鉄道管理局）設定）啟用。當時為旅客車站[1]。
- 1949年（昭和24年）6月1日 - 日本國有鐵道成立，成為日本國有鐵道車站。
- 1950年（昭和25年）1月15日 - 升級至車站，名為中名寄站[2]。開始處理行李[1]。
- 1963年（昭和38年）4月1日 - 成為業務委託車站[2]。
- 1978年（昭和53年）12月1日 - 不再處理行李[1]。同時成為無人車站。
- 1987年（昭和62年）4月1日 - 伴隨國鐵分割民營化，車站由北海道旅客鐵道（JR北海道）營運。
- 1989年（平成元年）5月1日 - 名寄本線全線廢除，此站也廢除。

## 車站構造
截至車站廢除前，車站是一座地面車站，設有1面1線的單式月台。月台位於路軌北邊（遠輕方向的列車會開啟左邊車門）。站內沒有轉轍器。
此站是無人車站，在有人車站時代，車站大樓曾進行翻新，與興濱北線的豐牛站與斜內站同款。大樓以預製組件建成。車站大樓位於站內北邊，鄰接月台。

## 站名的由來
車站位於名寄川附近，在上名寄和名寄的中間，因此冠以「中」字。

## 使用狀況
- 在1981年度（昭和56年度），1日的上下車人次為20 - 30人[3]。

## 車站周邊
- 國道239號（日语：国道239号）（下川國道）[7]
- 名寄市立中名寄小學
- 名寄川（日语：名寄川）[7]
- 名士巴士（日语：名士バス）「中名寄5線」巴士站

## 現況
截至2000年（平成12年），車站大樓還存在。大樓內還保存了當時的海報和告示。截至2010年（平成22年），車站大樓還存在。站內後方，以混凝土塊建成的鐵路官舍還存在。截至2011年（平成23年），車站銘板還存在，還有一些深名線的遺物。車站大樓被用作為巴士站。截至2017年（平成29年）7月，在國道旁建設了新候車室，車站大樓從此被鎖上。截至2021年（令和3年）9月，車站大樓再次開放，內部將貼了名寄本線和深名線的列車運行表。

## 相鄰車站
北海道旅客鐵道（JR北海道）
名寄本線
名寄－中名寄－上名寄

## 注腳
1. 1 2 3  《停車場変遷大事典 国鉄・JR編 II》』1998年JTB発行、P908-913。
2. 1 2  《北海道鉄道百年史 下巻》1981年3月 日本國有鐵道北海道總局 編集、發行。第5編資料/1年表。
3. 1 2 3  書籍《国鉄全線各駅停車1 北海道690駅》（小學館，1983年7月發行）207頁。
4. 1 2  書籍《北海道の鉄道廃線跡》（著：本久公洋，北海道新聞社，2011年9月發行）112-113頁。
5. 1 2  書籍《鉄道廃線跡を歩くVII》（JTB出版，2000年1月發行）38頁。
6. ↑  書籍《北海道の駅878ものがたり 駅名のルーツ探究》（監修：太田幸夫，富士Contem，2004年2月發行）185頁。
7. 1 2  書籍《北海道道路地図 改訂版》（地勢堂，1980年3月發行）15頁。
8. ↑  書籍《新 鉄道廃線跡を歩く1 北海道・北東北編》（JTB出版，2010年4月發行）32-33頁。